# Barbu (namn)
För andra betydelser, se Barbu.

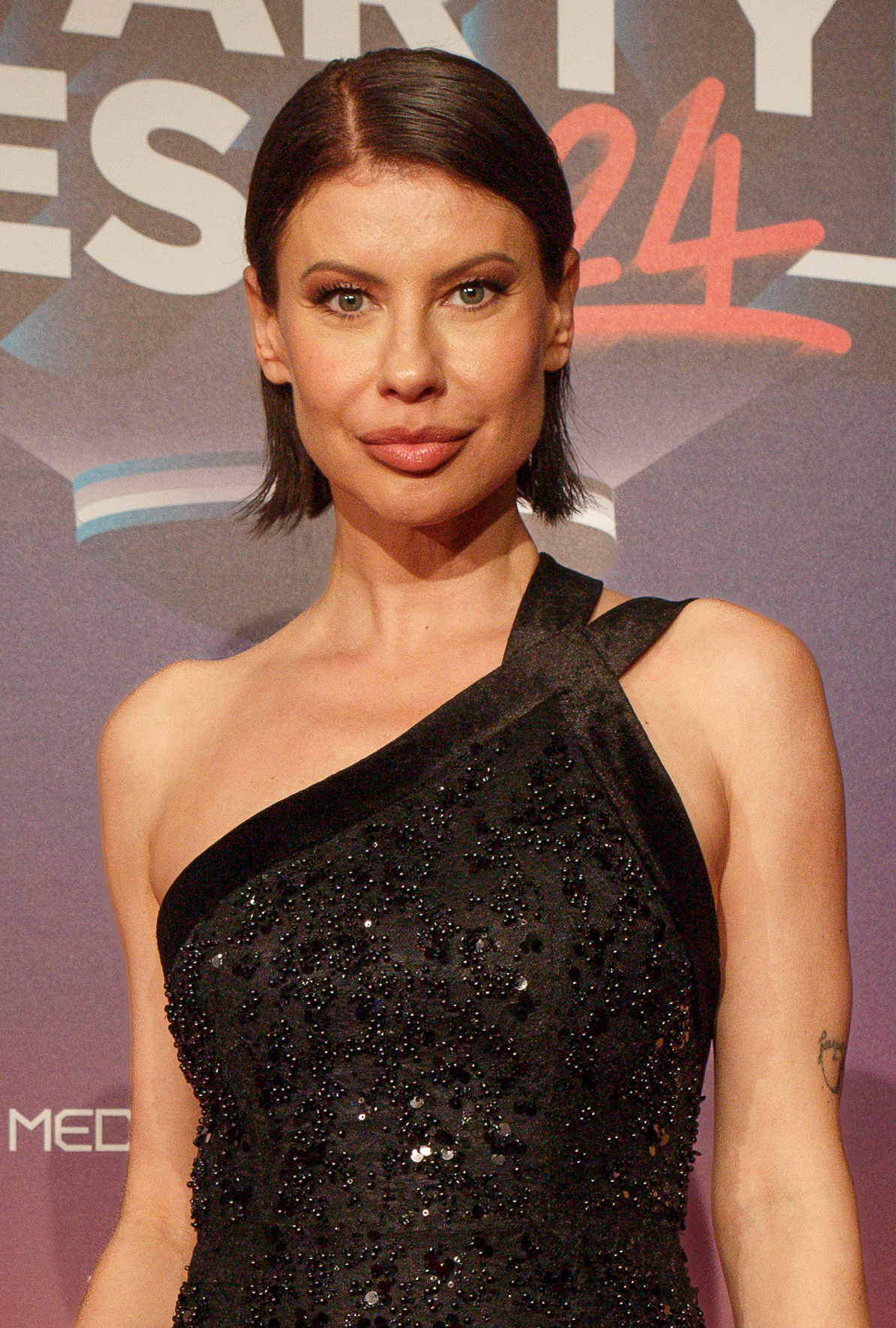
Natalia Barbu, mars 2024.

Barbu är ett vanligt efternamn i bland annat Rumänien. Namnet är även ett rumänskt förnamn.

## Personer med efternamnet Barbu
- Ion Barbu
- Natalia Barbu
- Ștefan Barbu

## Personer med förnamnet
- Barbu Catargiu
- Barbu Ștefănescu Delavrancea
- Barbu Știrbei
- Barbu Știrbey